# علي شيخ أحمد
علي شيخ أحمد (بالصومالية: Cali Sheekh Axmed)‏ هو المؤسس والرئيس السابق لجامعة مقديشو في الصومال

## حياته المهنية
شارك الدكتور علي شيخ أحمد في مبادرات إسلامية وأكاديمية وكان أحد الأعضاء الخمسة المؤسسين لاتحاد السلام الإسلامي، كما أنه من كبار رموز حركة الإصلاح في الصومال. بالإضافة إلى ذلك كان عضوًا وأحد مؤسسي "المنتدى المدني الصومالي" وهي لجنة مصالحة تم تشكيلها في عام 2004،

## أنظر أيضا
- جامعة مقديشو

## روابط خارجية
- تجربة جامعة مقديشومع دكتور على الشيخ أحمد رئيس جامعة مقديشو
- رئيس جامعة مقديشو البروفيسور علي شيخ أحمد أبوبكر في بلا قيود